# Canton du Grand-Bourg
Le canton du Grand-Bourg est une circonscription électorale française située dans le département de la Creuse et la région Nouvelle-Aquitaine.
À la suite du redécoupage cantonal de 2014, les limites territoriales du canton sont remaniées. Le nombre de communes du canton passe de 7 à 17.

## Histoire
Un nouveau découpage territorial de la Creuse entre en vigueur à l'occasion des élections départementales de mars 2015, défini par le décret du 17 février 2014, en application des lois du 17 mai 2013 (loi organique 2013-402 et loi 2013-403). Les conseillers départementaux sont, à compter de ces élections, élus au scrutin majoritaire binominal mixte. Les électeurs de chaque canton élisent au Conseil départemental, nouvelle appellation du Conseil général, deux membres de sexe différent, qui se présentent en binôme de candidats. Les conseillers départementaux sont élus pour 6 ans au scrutin binominal majoritaire à deux tours, l'accès au second tour nécessitant 12,5 % des inscrits au 1er tour. En outre la totalité des conseillers départementaux est renouvelée. Ce nouveau mode de scrutin nécessite un redécoupage des cantons dont le nombre est divisé par deux avec arrondi à l'unité impaire supérieure si ce nombre n'est pas entier impair, assorti de conditions de seuils minimaux. Dans la Creuse, le nombre de cantons passe ainsi de 27 à 15. Le nombre de communes du canton du Grand-Bourg passe de 7 à 17.
Le nouveau canton du Grand-Bourg est formé de communes des anciens cantons de Bénévent-l'Abbaye (10 communes), du Grand-Bourg (6 communes) et de Pontarion (1 commune). Le canton est entièrement inclus dans l'arrondissement de Guéret. Le bureau centralisateur est situé au Grand-Bourg.

## Géographie
Ce canton est organisé autour du Grand-Bourg dans l'arrondissement de Guéret. Son altitude varie de 315 m (Saint-Pierre-de-Fursac) à 694 m (Saint-Goussaud)..

## Représentation

### Conseillers généraux de 1833 à 2015
| Période | Période      | Identité                             | Étiquette   | Qualité |
| ------- | ------------ | ------------------------------------ | ----------- | --- |
| 1833    | 1864 (décès) | Jean-Jacques Fressinaud-Saint-Romain |             | Juge de paix, propriétaire à Collonges Maire du Grand-Bourg                                                              |
| 1864    | 1884 (décès) | Guillaume Ernest Maslieurat-Lagémard |             | Docteur en médecine au Grand-Bourg                                                                                       |
| 1885    | 1892         | Prosper Raby-Lamazière               |             | Propriétaire au Grand-Bourg, conseiller d'arrondissement                                                                 |
| 1892    | 1898         | Benjamin Chervy (1856-1922)          | Républicain | Négociant et marchand de vin Maire de Saint-Priest-la-Plaine                                                             |
| 1898    | 1907 (décès) | Etienne Lacôte                       | Rad.        | Propriétaire au Grand-Bourg                                                                                              |
| 1907    | 1919         | Benjamin Chervy                      | Républicain | Négociant et marchand de vin Maire de Saint-Priest-la-Plaine                                                             |
| 1919    | 1940         | Germain Dumont (1878-1967)           | Rad.        | Négociant en immeubles, Président de la Chambre d'agriculture Maire de Chamborand Nommé conseiller départemental en 1942 |
|         |              |                                      |             | |
| 1945    | 1949         | Jean Chareille                       | PCF         | Instituteur Ancien Président du Comité cantonal de libération Maire du Grand-Bourg (1944-1945)                           |
| 1949    | 1967         | Julien Nicaud                        | SFIO        | Maréchal-ferrant, maire de Saint-Priest-la-Plaine Suppléant d'André Chandernagor (1958-1962)                             |
| 1967    | 1982 (décès) | Lucien Lacroix                       | PCF         | Maire du Grand-Bourg (1965-1982)                                                                                         |
| 1982    | 2011         | Guy Moutaud                          | PS          | Exploitant forestier Maire de Saint-Priest-la-Plaine (1983-2014) Suppléant du député André Lejeune (1988-1993)           |
| 2011    | 2015         | Didier Bardet                        | PS          | Enseignant retraité Maire de Fleurat (1983-2020)                                                                         |

#### Élections cantonales de mars 2011
- 1er tour[13]

| Nom              | Parti politique | score obtenu | autre mandat                     |
| ---------------- | --------------- | ------------ | -------------------------------- |
| M Thierry Dufour | PCF             | 29,20 %      | maire de Saint-Pierre-de-Fursac  |
| M Michel Monet   | DVD             | 27,08 %      | maire de Saint-Étienne-de-Fursac |
| M Didier Bardet  | PS              | 43,72 %      | maire de Fleurat                 |

2e tour
| Nom             | Parti politique | score obtenu | résultat |
| --------------- | --------------- | ------------ | -------- |
| M Michel Monet  | DVD             | 38,56 %      | battu    |
| M Didier Bardet | PS              | 61,44 %      | élu      |

### Conseillers d'arrondissement (de 1833 à 1940)
| Période                                  | Période          | Identité                                            | Étiquette | Qualité |
| ---------------------------------------- | ---------------- | --------------------------------------------------- | --------- | --- |
| 1833                                     | 1836             | Claude Alexis Tanchon                               |           | Juge de paix à Paulhac retraité, propriétaire à Saint-Étienne-de-Fursac                                     |
| 1836                                     | 1848             | M. Fressinaud                                       |           | Propriétaire au Grand-Bourg                                                                                 |
|                                          |                  |                                                     |           | |
|                                          | 1885 (démission) | Prosper Raby-Lamazière                              |           | Propriétaire au Grand-Bourg                                                                                 |
|                                          |                  |                                                     |           | |
|                                          | 1894 (décès)     | Michel Jules Dumont (1856-1894)                     |           | Maire de Chamborand (1882-1894)                                                                             |
|                                          |                  |                                                     |           | |
| 1901                                     | ?                | Raoul Cardeur                                       | Soc.ind.  | Ouvrier puis juge de paix puis magistrat                                                                    |
|                                          |                  |                                                     |           | |
| 1925                                     | 1940             | William Chervy (1881-1954, fils de Benjamin Chervy) | SFIO      | Employé de commerce, maire de Saint-Priest-la-Plaine                                                        |
| 1940                                     |                  |                                                     |           | Les conseils d'arrondissement ont été suspendus par la loi du 12 octobre 1940 et n'ont jamais été réactivés |
| Les données manquantes sont à compléter. |                  |                                                     |           | |

### Conseillers départementaux après 2015
| Période élective | Période élective | Mandat | Mandat   | Identité           | Nuance | Nuance | Qualité                                            |
| ---------------- | ---------------- | ------ | -------- | ------------------ | ------ | ------ | -------------------------------------------------- |
| 2015             | 2021             | 2015   | 2021     | Annie Chamberaud   |        | DVD    | Secrétaire à la mairie du Grand-Bourg              |
| 2015             | 2021             | 2015   | 2021     | Bertrand Labar     |        | DVD    | Vétérinaire, adjoint au Maire de Bénévent-l'Abbaye |
| 2021             | 2028             | 2021   | en cours | Bertrand Labar     |        | DVD    | Conseiller sortant                                 |
| 2021             | 2028             | 2021   | en cours | Delphine Chartrain |        | DVD    | Employée, conseillère municipale de Lizières       |

### Résultats détaillés

#### Élections de mars 2015
À l'issue du 1er tour des élections départementales de 2015, deux binômes sont en ballottage : Annie Chamberaud et Bertrand Labar (DVD, 34,43 %) et Didier Bardet et Nadine Tessier (PS, 27,65 %). Le taux de participation est de 57,96 % (3 424 votants sur 5 908 inscrits) contre 58,65 % au niveau départementalet 50,17 % au niveau national.
Au second tour, Annie Chamberaud et Bertrand Labar (DVD) sont élus avec 54,98 % des suffrages exprimés et un taux de participation de 60,7 % (1 779 voix pour 3 586 votants et 5 908 inscrits).

#### Élections de juin 2021
Le premier tour des élections départementales de 2021 est marqué par un très faible taux de participation (33,26 % au niveau national). Dans le canton du Grand-Bourg, ce taux de participation est de 41 % (2 290 votants sur 5 586 inscrits) contre 39,51 % au niveau départemental. À l'issue de ce premier tour, deux binômes sont en ballottage : Bertrand Labar et Delphine Richard Épouse Chartrain (DVD, 53,6 %) et Joëlle Devaud et Olivier Mouveroux (Union à gauche, 35,44 %).
Le second tour des élections est marqué une nouvelle fois par une abstention massive équivalente au premier tour. Les taux de participation sont de 34,3 % au niveau national, 40,97 % dans le département et 43,4 % dans le canton du Grand-Bourg. Bertrand Labar et Delphine Richard Épouse Chartrain (DVD) sont élus avec 63,49 % des suffrages exprimés (1 438 voix pour 2 425 votants et 5 587 inscrits),,.

## Composition

### Composition avant 2015
Le canton du Grand-Bourg regroupait sept communes.
| Nom                        | Code Insee | Codepostal | Superficie (km2) | Population (dernière pop. légale) | Densité (hab./km2) |
| -------------------------- | ---------- | ---------- | ---------------- | --------------------------------- | ------------------ |
| Le Grand-Bourg (chef-lieu) | 23095      | 23240      | 78,91            | 1 217 (2012)                      | 15                 |
| Chamborand                 | 23047      | 23240      | 11,18            | 239 (2012)                        | 21                 |
| Fleurat                    | 23082      | 23320      | 12,30            | 284 (2012)                        | 23                 |
| Lizières                   | 23111      | 23240      | 14,67            | 296 (2012)                        | 20                 |
| Saint-Étienne-de-Fursac    | 23192      |            | 31,70            | 811 (2012)                        | 26                 |
| Saint-Pierre-de-Fursac     | 23231      |            | 27,33            | 776 (2012)                        | 28                 |
| Saint-Priest-la-Plaine     | 23236      | 23240      | 21,90            | 244 (2012)                        | 11                 |

### Composition à partir de 2015
Le nouveau canton du Grand-Bourg comprenait dix-sept communes entières formant la communauté de communes de Bénévent-Grand-Bourgà sa création.
À la suite de la fusion, au 1er janvier 2017, de Saint-Étienne-de-Fursac et de Saint-Pierre-de-Fursac pour former la commune de Fursac, le nombre de communes descend à 16.
| Nom                                    | Code Insee | Intercommunalité           | Superficie (km2) | Population (dernière pop. légale) | Densité (hab./km2) | Modifier                                    |
| -------------------------------------- | ---------- | -------------------------- | ---------------- | --------------------------------- | ------------------ | ------------------------------------------- |
| Le Grand-Bourg (bureau centralisateur) | 23095      | CC de Bénévent-Grand-Bourg | 78,91            | 1 182 (2022)                      | 15                 | modifier les données · modifier les données |
| Arrènes                                | 23006      | CC de Bénévent-Grand-Bourg | 22,56            | 205 (2022)                        | 9,1                | modifier les données · modifier les données |
| Augères                                | 23010      | CC de Bénévent-Grand-Bourg | 12,43            | 117 (2022)                        | 9,4                | modifier les données · modifier les données |
| Aulon                                  | 23011      | CC de Bénévent-Grand-Bourg | 10,86            | 163 (2022)                        | 15                 | modifier les données · modifier les données |
| Azat-Châtenet                          | 23014      | CC de Bénévent-Grand-Bourg | 9,51             | 116 (2022)                        | 12                 | modifier les données · modifier les données |
| Bénévent-l'Abbaye                      | 23021      | CC de Bénévent-Grand-Bourg | 11,56            | 767 (2022)                        | 66                 | modifier les données · modifier les données |
| Ceyroux                                | 23042      | CC de Bénévent-Grand-Bourg | 12,13            | 125 (2022)                        | 10                 | modifier les données · modifier les données |
| Chamborand                             | 23047      | CC de Bénévent-Grand-Bourg | 11,18            | 243 (2022)                        | 22                 | modifier les données · modifier les données |
| Châtelus-le-Marcheix                   | 23056      | CC de Bénévent-Grand-Bourg | 43,20            | 310 (2022)                        | 7,2                | modifier les données · modifier les données |
| Fleurat                                | 23082      | CC de Bénévent-Grand-Bourg | 12,30            | 307 (2022)                        | 25                 | modifier les données · modifier les données |
| Fursac                                 | 23192      | CC de Bénévent-Grand-Bourg | 59,03            | 1 433 (2022)                      | 24                 | modifier les données · modifier les données |
| Lizières                               | 23111      | CC de Bénévent-Grand-Bourg | 14,67            | 236 (2022)                        | 16                 | modifier les données · modifier les données |
| Marsac                                 | 23124      | CC de Bénévent-Grand-Bourg | 19,67            | 642 (2022)                        | 33                 | modifier les données · modifier les données |
| Mourioux-Vieilleville                  | 23137      | CC de Bénévent-Grand-Bourg | 25,20            | 523 (2022)                        | 21                 | modifier les données · modifier les données |
| Saint-Goussaud                         | 23200      | CC de Bénévent-Grand-Bourg | 24,30            | 160 (2022)                        | 6,6                | modifier les données · modifier les données |
| Saint-Priest-la-Plaine                 | 23236      | CC de Bénévent-Grand-Bourg | 21,90            | 256 (2022)                        | 12                 | modifier les données · modifier les données |
| Canton du Grand-Bourg                  | 2311       |                            | 389,41           | 6 785 (2022)                      | 17                 | modifier les données                        |

## Démographie

### Démographie avant 2015
| 1962  | 1968  | 1975  | 1982  | 1990  | 1999  | 2006  | 2011  | 2012  |
| ----- | ----- | ----- | ----- | ----- | ----- | ----- | ----- | ----- |
| 6 057 | 5 465 | 4 619 | 4 300 | 4 105 | 3 928 | 3 897 | 3 877 | 3 867 |

### Démographie depuis 2015
En 2022, le canton comptait 6 785 habitants, en évolution de −3,57 % par rapport à 2016 (Creuse : −3,32 %, France hors Mayotte : +2,11 %).
| 2013  | 2018  | 2022  |
| ----- | ----- | ----- |
| 7 141 | 6 924 | 6 785 |